# Ronald F. Tylecote
Ronald Frank Tylecote (15 juin 1916 - 17 juin 1990) est un archéologue et métallurgiste britannique, généralement reconnu comme le fondateur de la sous-discipline de l'archéométallurgie.

## Formation et métier
Fils de Frank Edward Tylecote, il est né à Manchester et fait ses études à la Oundle School. Il obtient un MA de Trinity Hall, Cambridge en 1938, et un MSc de l'Université de Manchester en 1942, et un doctorat sur l'oxydation du cuivre de l'Université de Londres en 1952.
Après une période dans l'industrie en tant qu'ingénieur de recherche en soudage, il devient ICI Research Fellow à l'Université de Londres. En 1953, il est nommé maître de conférences à l'Université de Newcastle, où il devient lecteur en archéométallurgie, poste dont il prend sa retraite en septembre 1978. En 1976, il commence à enseigner l'Archéométallurgie à l'Institut d'archéologie de l'University College de Londres, ce qui lui vaut d'y devenir professeur honoraire en 1979.

## Travaux
Il participe à sa première fouille archéologique en 1939 et se fait connaître pour combiner les deux intérêts. Tylecote enquête sur les premiers sites d'exploitation minière et de fusion dans le monde, notamment Timna en Israël et les mines d'Argent romaines de Rio Tinto en Espagne. Il fouille également des sites au Soudan, au Nigeria, en Turquie, en Iran et en Afghanistan et participe à l' expédition pyrométallurgique Wertime de 1968.
Il publie aussi Metallurgy in Archaeology: a Prehistory of Metallurgy in the British Isles (1962), qui devient l'ouvrage de référence, et The Early History of Metallurgy in Europe (1987). Il publie The solid phase welding of metals en 1968. En 1976, il publie A History of Metallurgy et en achève la deuxième édition révisée juste avant sa mort.
En 1962, avec GR Morton, il fonde le Historical Metallurgy Group, d'abord en tant que groupe au sein de l'Iron and Steel Institute, et édite son premier Bulletin, publié en avril 1963. Il en reste le rédacteur toute sa vie, car le groupe devient la Société de la métallurgie historique et le Bulletin une revue, la Historical Metallurgy.
Il est commémoré dans la RF Tylecote Library of Archaeometallurgical Literature de l'University College de Londres, dans le RF Tylecote Fund de la même institution et dans le RF Tylecote Memorial Fund de la Historical Metallurgy Society. Après sa mort, la Société publie un hommage avec des contributions d'autres savants avec lesquels il a travaillé, ainsi qu'une liste de ses publications.

## Vie privée
Ayant initialement épousé Angela (née Lias, fille du journaliste et écrivain Godfrey Lias) dont il divorce en 1950, il épouse sa seconde épouse, Elizabeth Cornelia Johanna (née Reventlow) en 1958. Elizabeth est née dans la ville de Sønderborg en 1912, qui fait alors partie du Schleswig-Holstein, mais devient une partie du Danemark après 1918. Née au château de Sønderborg, elle a auparavant changé son nom en Berndt, pour éviter toute association avec des éléments pro-nazis de la famille aristocratique Reventlow, et passe une grande partie de la Seconde Guerre mondiale en Palestine et en Égypte. Ronald et Elizabeth Tylecote ont tous deux des sympathies pro-communistes jusqu'à l'invasion russe de la Hongrie en 1956. Son fils, Andrew Tylecote (en) est économiste.